# 潘鸣谦
潘鸣谦（？—？），四川涪州人，是一名清朝政治人物。举人出身。

## 生平
潘鸣谦曾于乾隆四十四年接替翟建钺任龙岩州知州一职，乾隆四十四年由陈鹏鸣接任。